# Millville (Nouveau-Brunswick)
Millville est un ancien village du Nouveau-Brunswick, au Canada. Il fait partie du village de Nackawic-Millville depuis la réforme de la gouvernance locale du 1er janvier 2023.

## Toponyme
Millville est nommé ainsi d'après le premier moulin (Mill en anglais), ayant appartenu à un certain M. Hayes.

## Géographie

### Situation
Millville est situé à 57 km au nord-ouest de Fredericton, dans le comté d'York. Le village a une superficie de 12,16.
Le village est enclavé dans le nord-est de la paroisse de Southampton. La paroisse de Bright n'est toutefois située qu'à 1 km au nord et la paroisse de Queensbury à 2 km à l'est. La ville la plus proche est Nackawic, à 17 km au sud.

### Logement
Le village comptait 142 logements privés en 2006, dont 115 occupés par des résidents habituels. Parmi ces logements, 95,7 % sont individuels, 0,0 % sont jumelés, 0,0 % sont en rangée, 0,0 % sont des appartements ou duplex et 8,7 % sont des immeubles de moins de cinq étages. 82,6 % des logements sont possédés alors que 17,4 % sont loués. 82,6 % ont été construits avant 1986 et 8,7 % ont besoin de réparations majeures. Les logements comptent en moyenne 6,9 pièces et 0,0 % des logements comptent plus d'une personne habitant par pièce. Les logements possédés ont une valeur moyenne de 74 530 $, comparativement à 119 549 $ pour la province.

## Histoire

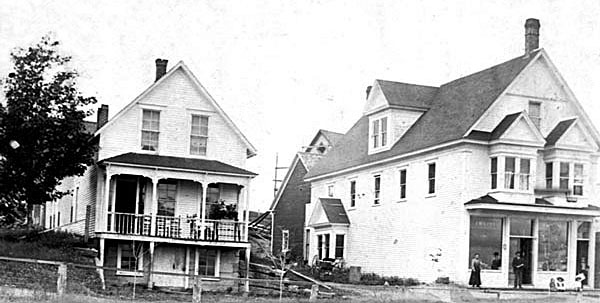
Le magasin Estey (droite) en 1910.

Millville est fondé en 1860 par la New Brunswick and Nova Scotia Land Company et colonisé par des néo-brunswickois. Un premier moulin est construit peu après par un certain Hayes. Le bureau de poste ouvre ses portes en 1866. De nouveaux colons arrivent après l'adoption de la Loi sur les concessions gratuites (Free Grants Act) en 1879. Une voie ferrée du Canadien Pacifique traverse le village à la fin du XIXe siècle. En 1898, Millville compte cinq magasins, un hôtel, une scierie, une fromagerie et une manufacture de calèches. L'école élémentaire Millville est inaugurée en 1949. Millville est constitué en municipalité le 9 novembre 1966. L'hôtel de ville est détruit dans un incendie le 28 juillet 2014.

## Démographie
| 1871 | 1898 | 1981 | 1986 | 1991 | 1996 |
| ---- | ---- | ---- | ---- | ---- | ---- |
| 300  | 300  | 322  | 326  | 334  | 321  |

| 2001 | 2006 | 2011 | 2016 | - | - |
| ---- | ---- | ---- | ---- | - | - |
| 319  | 303  | 307  | 273  | - | - |

## Économie
Entreprise Central NB, membre du Réseau Entreprise, a la responsabilité du développement économique.

## Administration
(juillet 2016).

### Conseil municipal
Le conseil municipal est formé d'un maire et de trois conseillers généraux.
Trois membres du conseil municipal sont élus par acclamation le 12 mai 2008. La conseillère Julie Marie McConaghy est élue lors d'une élection partielle tenue le 23 juin 2008. Le conseil municipal actuel est élu lors de l'élection quadriennale du 14 mai 2012. Le second dépouillement du 23 mai suivant confirme l'élection du conseiller Dean Wallace Bell face à Elizabeth A. Leblanc. Colin S. E. Trail est finalement élu par acclamation à l'élection partielle du 12 mai 2014.
Conseil municipal actuel
| Mandat      | Fonctions            | Nom(s)                                                |
| ----------- | -------------------- | ----------------------------------------------------- |
| 2012 - 2016 | Maire                | Beverly H. Forbes                                     |
| 2012 - 2016 | Conseillers généraux | Dean Wallace Bell, Trevor J. Gullison et Colin Trail. |

Anciens conseils municipaux
| Mandat      | Fonctions   | Nom(s)                                                           |
| ----------- | ----------- | ---------------------------------------------------------------- |
| 2008 - 2012 | Mairesse    | Beverly Herbert Forbes                                           |
| 2008 - 2012 | Conseillers | Dean Wallace Dell, Henry (Bill) Blaney et Julie Marie McConaghy. |

| Période                                  | Période  | Identité          | Étiquette | Qualité |
| ---------------------------------------- | -------- | ----------------- | --------- | ------- |
| 2001                                     | en cours | Beverly H. Forbes |           |         |
| 1998                                     | 2001     | Barry H. Shaw     |           |         |
|                                          | 1998     | Henry Bill Blaney |           |         |
| Les données manquantes sont à compléter. |          |                   |           |         |

### Commission de services régionaux
Millville fait partie de la Région 11, une commission de services régionaux (CSR) devant commencer officiellement ses activités le 1er janvier 2013. Millville est représenté au conseil par son maire. Les services obligatoirement offerts par les CSR sont l'aménagement régional, la gestion des déchets solides, la planification des mesures d'urgence ainsi que la collaboration en matière de services de police, la planification et le partage des coûts des infrastructures régionales de sport, de loisirs et de culture; d'autres services pourraient s'ajouter à cette liste.

### Représentation et tendances politiques
Millville est membre de l'Union des municipalités du Nouveau-Brunswick.
 Nouveau-Brunswick: Millville fait partie de la circonscription provinciale de York-Nord, qui est représentée à l'Assemblée législative du Nouveau-Brunswick par Kirk MacDonald, du Parti progressiste-conservateur. Il fut élu pour la première fois lors de l'élection générale de 1999 puis réélu à chaque fois depuis, la dernière fois en 2010.
 Canada: Millville fait partie de la circonscription électorale fédérale de Tobique—Mactaquac, qui est représentée à la Chambre des communes du Canada par Michael Allen, du Parti conservateur. Il fut élu lors de la 39e élection générale, en 2006, et réélu en 2008.

## Infrastructures et services
L'école élémentaire Millville accueille les élèves de la maternelle à la 5e année. C'est une école publique anglophone faisant partie du district scolaire #14.
Le village est inclus dans le territoire du sous-district 10 du district scolaire Francophone Sud. Les écoles francophones les plus proches sont à Fredericton alors que les établissements d'enseignement supérieurs les plus proches sont dans le Grand Moncton.
Millville possède aussi une caserne de pompiers et un bureau de poste. Le détachement de la Gendarmerie royale du Canada le plus proche est à Nackawic.
Les anglophones bénéficient des quotidiens Telegraph-Journal, publié à Saint-Jean, et The Daily Gleaner, publié à Fredericton. Ils ont aussi accès au bi-hebdomadaire Bugle-Observer, publié à Woodstock. Les francophones ont accès par abonnement au quotidien L'Acadie nouvelle, publié à Caraquet, ainsi qu'à l'hebdomadaire L'Étoile, de Dieppe.

## Culture

### Architecture et monuments
À Millville se trouve un monument représentant une feuille d'érable géante.

### Langues
Selon la Loi sur les langues officielles, Millville est officiellement anglophone puisque moins de 20 % de la population parle le français.